# Discografia formației Trio Grigoriu
Discografia formației Trio Grigoriu cuprinde un număr de discuri shellac, albume (EP, LP) și numeroase compilații (proprii sau cu alți muzicieni), ce prezintă înregistrări realizate în perioada 1954-1970, în România și în străinătate.

## DiscuriRadioprom/Balkanton
| An   | Număr de catalog              | Format                     | Piese                             | Acompaniament           |
| 195x | 1828                          | shellac, 25 cm, 78 RPM     | Mariya - Kristina (cu Sorina Dan) | orchestra Dimiter Ganev |
| 195x | 1829                          | shellac, 25 cm, 78 RPM     | Zhabeshki Kontsert                | orchestra Dimiter Ganev |
| 195x | 1831                          | shellac, 25 cm, 78 RPM     | Tabu                              | orchestra Dimiter Ganev |
| 196x | 143 Tantsova muzika           | vinil, LP, 25 cm, 33 ⅓ RPM | 7. Lyagushachiy kontsert          | orchestra Dimiter Ganev |
| 196x | 168 Zabavna i tantsova muzika | vinil, LP, 25 cm, 33 ⅓ RPM | 3. Sorentina                      | orchestra Dimiter Ganev |

## DiscuriElectrecord
| An   | Număr de catalog                                             | Format                     | Piese | Acompaniament |
| 1954 | EDA 1825                                                     | shellac, 25 cm, 78 RPM     | Gigel | Orchestra de estradă Radio, dirijor Sile Dinicu |
| 1955 | EDA 1905                                                     | shellac, 25 cm, 78 RPM     | Zburăm voioși | Orchestra de estradă Radio, dirijor Sile Dinicu |
| 1955 | EDA 1964                                                     | shellac, 25 cm, 78 RPM     | E de-ajuns să te privesc | orchestra Teodor Cosma |
| 1956 | EDA 2035                                                     | shellac, 25 cm, 78 RPM     | La cabana „Trei Brazi” | orchestra Ido Kahan |
| 1957 | EDA 2142                                                     | shellac, 25 cm, 78 RPM     | În amurg | orchestra Miani Negreanu |
| 1957 | EDA 2147                                                     | shellac, 25 cm, 78 RPM     | Să dansăm | Orchestra „Electrecord”, dirijor Teodor Cosma |
| 1957 | EDA 2212                                                     | shellac, 25 cm, 78 RPM     | Cine n-a iubit nu știe (cu Liana Antonova) | Orchestra „Electrecord”, dirijor Teodor Cosma |
| 1957 | EDA 2275                                                     | shellac, 25 cm, 78 RPM     | 1. Pescarul amator 2. Povestea unui copilaș | Orchestra „Electrecord”, dirijor Teodor Cosma |
| 1957 | EDA 2318                                                     | shellac, 25 cm, 78 RPM     | Greierele | orchestra Miani Negreanu |
| 1957 | EDA 2320                                                     | shellac, 25 cm, 78 RPM     | Târziu | orchestra Miani Negreanu |
| 1957 | EDD 9 Muzică ușoară romînească                               | vinil, LP, 25 cm, 33 ⅓ RPM | 4. În amurg | orchestra Miani Negreanu |
| 1957 | EDC 115                                                      | vinil, 17 cm, 33 ⅓ RPM     | 2. Cine n-a iubit nu știe (cu Liana Antonova) | Orchestra „Electrecord”, dirijor Teodor Cosma |
| 1958 | EDA 2612                                                     | shellac, 25 cm, 78 RPM     | Broscuța îndrăgostită Trenul de duminică (cu Roxana Matei) | Orchestra „Electrecord”, dirijor Teodor Cosma |
| 1958 | EDA 2617                                                     | shellac, 25 cm, 78 RPM     | Olario | Orchestra „Electrecord”, dirijor Teodor Cosma |
| 1958 | EDC 166                                                      | vinil, 17 cm, 33 ⅓ RPM     | 1. Broscuța îndrăgostită | Orchestra „Electrecord”, dirijor Teodor Cosma |
| 1959 | EDA 2703                                                     | shellac, 25 cm, 78 RPM     | Jocul păsărelelor | Orchestra de suflători, dirijor Cornel Popescu |
| 1959 | EDA 2801                                                     | shellac, 25 cm, 78 RPM     | Mi-a bătut la ușă primăvara | Orchestra „Electrecord”, dirijor Teodor Cosma interpretare cu Simona Cassian |
| 1959 | EDE 041 Melodii din toată lumea                              | vinil, LP, 30 cm, 33 ⅓ RPM | 2. Alfabetul dragostei | Orchestra „Electrecord”, dirijor Teodor Cosma |
| 1959 | EDC 194 Melodii de Elly Roman                                | vinil, 17 cm, 33 ⅓ RPM     | 1. Cântecul satelitului | Orchestra „Electrecord”, dirijor Teodor Cosma |
| 1959 | EDC 196 Interpreți romîni de muzică ușoară                   | vinil, 17 cm, 33 ⅓ RPM     | 1. Olario 2. Broscuța îndrăgostită 3. Jocul păsărelelor 4. Din mâine noi să facem azi | Orchestra „Electrecord”, dir. Teodor Cosma (1, 2) Orchestra de suflători, dir. Cornel Popescu (3, 4)                                                                                             |
| 1959 | EDC 202 Cîntece despre București                             | vinil, 17 cm, 33 ⅓ RPM     | 3. Cântec vesel despre București (cu Gică Petrescu) | Orchestra de estradă Radio, dirijor Sile Dinicu |
| 1960 | EDA 2895                                                     | shellac, 25 cm, 78 RPM     | Podul Grant (cu Gică Petrescu) | Orchestra de estradă Radio, dirijor C-tin Bîrsan |
| 1960 | EDA 2921                                                     | shellac, 25 cm, 78 RPM     | Cine știe unde-i centru în București (cu Simona Cassian) | Orchestra „Electrecord”, dirijor Teodor Cosma |
| 1960 | EDE 050 Culegere de cîntece românești                        | vinil, LP, 30 cm, 33 ⅓ RPM | 7. Sus într-o cabană mică | Orchestra „Electrecord”, dirijor Teodor Cosma |
| 1961 | EDA 3045                                                     | shellac, 25 cm, 78 RPM     | Vino iubite [Vaya con dios] (cu Smaranda Toscani) | Orchestra „Electrecord”, dirijor Teodor Cosma |
| 1961 | EDA 3121                                                     | shellac, 25 cm, 78 RPM     | Ce băiat | Orchestra de estradă Radio, dirijor Sile Dinicu |
| 1961 | EDA 3122                                                     | shellac, 25 cm, 78 RPM     | Macarale | Orchestra de estradă Radio, dirijor Sile Dinicu |
| 1961 | EDC 251 Melodii de Aurel Giroveanu                           | vinil, 17 cm, 33 ⅓ RPM     | 2. În amurg | Orchestra „Electrecord”, dirijor Teodor Cosma |
| 1961 | EDC 254                                                      | vinil, 17 cm, 33 ⅓ RPM     | 4. Cireșica | Orchestra „Electrecord”, dirijor Teodor Cosma |
| 1961 | EDC 277                                                      | vinil, 17 cm, 33 ⅓ RPM     | 4. Macarale | Orchestra de estradă Radio, dirijor Sile Dinicu |
| 1961 | EDC 278                                                      | vinil, 17 cm, 33 ⅓ RPM     | 4. El bayon | Orchestra de estradă Radio, dirijor Sile Dinicu |
| 1961 | EDE 057 Melodii din toată lumea                              | vinil, LP, 30 cm, 33 ⅓ RPM | Podul Grant (cu Gică Petrescu) | Orchestra de estradă Radio, dirijor C-tin Bîrsan |
| 1961 | EDE 065                                                      | vinil, LP, 30 cm, 33 ⅓ RPM | 5. Cei șase îndrăgostiți | Orchestra „Electrecord”, dirijor Teodor Cosma |
| 1961 | EDE 071 Muzică ușoară românească                             | vinil, LP, 30 cm, 33 ⅓ RPM | 8. Cireșica 13. Cei șase îndrăgostiți | Orchestra „Electrecord”, dirijor Teodor Cosma |
| 1962 | EDC 334                                                      | vinil, 17 cm, 33 ⅓ RPM     | 2. Te iubesc așa cum ești (cu Margareta Pâslaru) | Orchestra „Electrecord”, dirijor Alexandru Imre |
| 1962 | EDC 335                                                      | vinil, 17 cm, 33 ⅓ RPM     | 4. Mărunțica (cu Gică Petrescu) | Orchestra de estradă Radio, dirijor Sile Dinicu |
| 1963 | EDE 0123                                                     | vinil, LP, 30 cm, 33 ⅓ RPM | 13. Vânătorul (cu Edmond Deda) | Orchestra „Electrecord”, dirijor Alexandru Imre |
| 1970 | EDD 1273 Trio Grigoriu                                       | vinil, LP, 25 cm, 33 ⅓ RPM | 1. Neuitate 2. Câtă splendoare 3. Și mă miram 4. Felicia 5. Amurgul 6. Și uit de tine 7. Sub stelele Brăilei 8. Broscuța Oac | Orchestra de muzică ușoară a Radioteleviziunii, dirijor Sile Dinicu (1, 2, 5, 7) orchestra Ion Cristinoiu (3) orchestra Gelu Solomonescu (4) Formația Sincron (6) orchestra Sandu Avramovici (8) |
| 1995 | STC 001048 Edmond Deda și vocea lui                          | casetă audio               | 16. Vânătorul (cu Edmond Deda) | Orchestra „Electrecord”, dirijor Alexandru Imre |
| 1998 | STC 001246 La braț cu tine... muzică                         | casetă audio               | 1. Dragostea 2. Marinari 3. Broscuța „Oac” 4. La cabana „Trei Brazi” 5. Un pic de lună 6. În amurg 7. Ce frumoasă-i dragostea 8. Poiana cu flori 9. O mămica mea 10. La braț cu tine 11. Sus într-o cabană mică 12. Pescarul amator 13. În plimbarea mea sentimentală 14. Și mă miram 15. El bayon - Ce băiat! 16. Ochi negri 17. Și uit de tine 18. Fata cu ochi ca marea | – |
| 1996 | EDC 225 În lumea șlagărului...                               | compact disc               | 1. Broscuța „Oac” | orchestra Sandu Avramovici |
| 2001 | EDC 454 ...frumoasele mele lalele Melodii de Temistocle Popa | compact disc               | 19. Poiana cu flori | – |
| 2007 | EDC 768 Melodii de George Grigoriu                           | compact disc               | 13. Dragoste | – |
| 2009 | EDC 885 Radu Șerban Parfumul străzilor, vol. 1               | compact disc               | 10. Olario | Orchestra „Electrecord”, dirijor Theodor Cosma |

## Discuri CDS Music
| An   | Număr de catalog                                          | Format       | Piese                                                        | Acompaniament |
| 2005 | NC 005 Temistocle Popa The Best Romanian Music Collection | compact disc | 18. Poiana cu flori                                          | –             |
| 2005 | NC 005 George Grigoriu The Best Romanian Music Collection | compact disc | 1. Broscuța oac 8. Și uit de tine 10. Dragostea 13. Marinari | –             |

## Discuri Roton
| An   | Număr de catalog                        | Format       | Piese        | Acompaniament            |
| 2011 | 4733-2 Melodii din alte vremuri, vol. 2 | compact disc | 13. În amurg | orchestra Miani Negreanu |

## Discuri Casa Radio
| An   | Număr de catalog                    | Format       | Piese       | Acompaniament |
| 2007 | 186 AAD Șlagăre din anii ăia! (CD2) | compact disc | 6. Dragoste | –             |